# Puchar Niemiec w piłce ręcznej mężczyzn (2012/2013)
Puchar Niemiec piłkarzy ręcznych 2012/2013 - 38. sezon rozgrywek o Puchar Niemiec (DHB-Pokal) w piłce ręcznej mężczyzn. Final four odbył się w dniach 13 - 14 kwietnia 2013 roku w Hamburgu, w O2 World Hamburg, z udziałem 4 najlepszych niemieckich drużyn. Zdobywca pucharu okazała się drużyna THW Kiel.
W 1. i 2. rundzie rywalizowały ze sobą drużyny z Regionalligi i 2. Bundesligi, podzielonej na Północ i Południe. Zwycięzcy awansowali do 3. rundy, od której rozgrywki zaczynał drużyny z Bundesligi.

## 1/8 finału
| Drużyna 1           | Wynik | Drużyna 2                |
| ------------------- | ----- | ------------------------ |
| TSV GWD Minden      | 27:26 | TuS Nettelstedt-Lübbecke |
| Rhein-Neckar Löwen  | 34:33 | SC Magdeburg             |
| ThSV Eisenach       | 24:15 | HC Erlangen              |
| VfL Bad Schwartau   | 26:35 | THW Kiel                 |
| TV Emsdetten        | 29:30 | HSV Hamburg              |
| HSG Nordhorn-Lingen | 19:35 | SG Flensburg-Handewitt   |
| SG BBM Bietigheim   | 17:34 | TSV Hannover-Burgdorf    |
| MT Melsungen        | 27:23 | HBW Balingen-Weilstetten |

## 1/4 finału
| Drużyna 1              | Wynik | Drużyna 2             |
| ---------------------- | ----- | --------------------- |
| HSV Hamburg            | 33:31 | TSV Hannover-Burgdorf |
| SG Flensburg-Handewitt | 24:20 | Rhein-Neckar Löwen    |
| ThSV Eisenach          | 25:31 | MT Melsungen          |
| MT Melsungen           | 22:30 | THW Kiel              |

## Final Four
|  |                        |                        |                        |                        |    |          |          |       |
|  | Półfinały              | Półfinały              | Półfinały              |                        |    | Finał    | Finał    | Finał |
|  | Półfinały              | Półfinały              | Półfinały              |                        |    | Finał    | Finał    | Finał |
|  |                        |                        |                        |                        |    |          |          |       |
|  |                        |                        |                        |                        |    |          |          |       |
|  | SG Flensburg-Handewitt | SG Flensburg-Handewitt | 26                     |                        |    |          |          |       |
|  | SG Flensburg-Handewitt | SG Flensburg-Handewitt | 26                     |                        |    |          |          |       |
|  | HSV Hamburg            | HSV Hamburg            | 25                     |                        |    |          |          |       |
|  | HSV Hamburg            | HSV Hamburg            | 25                     |                        |    | THW Kiel | THW Kiel | 33    |
|  |                        |                        |                        |                        |    | THW Kiel | THW Kiel | 33    |
|  |                        |                        | SG Flensburg-Handewitt | SG Flensburg-Handewitt | 30 |          |          |       |
|  | MT Melsungen           | MT Melsungen           | SG Flensburg-Handewitt | SG Flensburg-Handewitt | 30 | 23       |          |       |
|  | MT Melsungen           | MT Melsungen           |                        |                        |    |          |          |       |
|  | THW Kiel               | THW Kiel               | 35                     |                        |    |          |          |       |
|  | THW Kiel               | THW Kiel               | 35                     |                        |    |          |          |       |
|  |                        |                        |                        |                        |    |          |          |       |